# ドディ・ボーイ・ペニャロサ
ドディ・ボーイ・ペニャロサ（Dodie Boy Penalosa、1962年11月19日 - ）は、フィリピンの元プロボクサー。元IBF世界ライトフライ級王者。元IBF世界フライ級王者。世界2階級制覇王者。
ペニャロサ三兄弟の長男であり、次男のジョナサン・ペニャロサはフライ級での世界挑戦経験があり、三男のジェリー・ペニャロサも世界2階級制覇王者。父親のカール・ペニャロサも、藤猛のOBF東洋スーパーライト級王座に挑戦経験がある。

## 来歴
1982年2月28日、プロデビュー。
1982年11月26日、フィリピンライトフライ級王座を獲得した。
1983年3月18日、OPBF東洋太平洋ライトフライ級王座決定戦で金成南（韓国）と対戦し、11回TKO勝ちで王座を獲得した。
1983年6月11日、佐藤勝美（内野ジム）と対戦し、判定勝ちで初防衛に成功した。
1983年12月10日、初代IBF世界ライトフライ級王座決定戦で新垣諭（奈良池田ジム）と対戦し、12回TKO勝ちで初代王座を獲得した。
1984年5月13日、ソウルの文化体育館で金載弘（韓国）と対戦し、9回KO勝ちを収め初防衛に成功した。
1984年11月26日、崔漸煥（韓国）と対戦し、判定勝ちで2度目の防衛に成功した。
1985年10月12日、ヤニ・ドコラモ（インドネシア）と対戦し、3回TKO勝ちで3度目の防衛に成功した。
1986年7月5日、IBF世界ライトフライ級王座を保持したまま、WBA世界フライ級王者イラリオ・サパタ（パナマ）に挑戦。キャリア初敗戦となる0-3の判定負けを喫し、2階級制覇に失敗した。
1986年10月、IBF世界ライトフライ級王座を返上。
1987年2月23日、IBF世界フライ級王者申喜燮（韓国）と対戦し、5回KO勝ちを収め2階級制覇を達成した。
1987年9月6日、崔昌鎬（韓国）と対戦。試合は一方的に支配していたが、11回2分7秒キャリア初となるKO負けを喫し、初防衛に失敗し王座から陥落した。
1989年11月8日、IBF世界フライ級王者デーブ・マコーリー（イギリス）に挑戦し、1-2の判定負けを喫した。
1993年12月14日、ピューマ渡久地（埼玉池田ジム）と対戦し、判定負け。
1995年8月12日の試合を最後に引退した。
引退後はノニト・ドネアのトレーナーを務めていた。

## 獲得タイトル
- 初代IBF世界ライトフライ級王座（防衛3度）
- IBF世界フライ級王座（防衛0度）